# Reina Claudia Transparente
Reina Claudia Transparente sinonimia: Reine Claude Diaphane, es una variedad cultivar de ciruelo (Prunus domestica), de las denominadas ciruelas europeas,
una variedad de ciruela obtenida por el criador de rosas M. Lafay en Bellevue cerca de París en 1845, a partir de un hueso de 'Reina Claudia Verde', la nombró como 'Reine Claude Diaphane'. 
Las frutas tienen un tamaño medio, color de piel amarillo verdoso o dorado, y pulpa de color amarillo crema, transparente, de textura medianamente firme, muy jugosa, con sabor muy dulce, aromático, refrescante, muy bueno.

## Sinonimia
- "Reine Claude Diaphane",
- "Reine Claude Transparente",
- "Transparent Gage",
- "Durchscheinende Reineclaude".[4][5][6]

## Historia
El área de origen de los ciruelos "Reina Claudia" sería seguramente Siria?, y se obtuvo en Francia tras el descubrimiento de un ciruelo importado de Asia que producía ciruelas de color verde. Este ciruelo fue traído a la corte de Francisco I por el embajador del reino de Francia ante la "Sublime Puerta", en nombre de Solimán el Magnífico.
El nombre de Reina Claudia es en honor de Claudia de Francia (1499–1524), duquesa de Bretaña, futura reina consorte de Francisco I de Francia (1494–1547). En Francia le decían la bonne reine.
'Reina Claudia Transparente' es una variedad francesa antigua, obtenida por el criador de rosas M. Lafay en Bellevue cerca de París en 1845, a partir de plántula de un hueso de 'Reina Claudia Verde', la nombró como 'Reine Claude Diaphane'. En 1871, la "American Pomological Society"  la incluyó en la lista de su catálogo de variedades dignas de cultivo.
Esta variedad está descrita :1. Downing Fr. Trees Am. 395. 1857. 2. Flor. & Pom. 56, Col. Pl. fig. 1862. 3. Hogg Fruit Man. 383. 1866. 4. Downing Fr. Trees Am. 950. 1869. 5. Jour. Hort. N. S. 17:258. 1869. 6. Am. Pom. Soc. Rpt. 91. 1869. 7. Am. Pom. Soc. Cat. 24. 1871. 8. Pom. France 7:No. 25. 1871. 9. Mas Pom. Gen. 2:31, fig. 16. 1873. I0; Cat. Cong. Pom. France 365. 1887. 11. Mathieu Nom. Pom. 428. 1889. 12. Guide Prat. 154, 364. 1895. 13. Nicholson Dict. Gard. 3:166. 14. Waugh Plum Cult. 124. 1901. 15. Soc. Nat. Hort. France Pom. 554 fig. 1904.
'Reina Claudia Transparente' está cultivada en el banco de germoplasma de cultivos vivos de la Estación experimental Aula Dei de Zaragoza. Está considerada incluida como una variedad local muy antiguas, cuyo cultivo se centraba en comarcas muy definidas, que se caracterizan por su buena adaptación a sus ecosistemas, y podrían tener interés genético en virtud de su características organolepticas y resistencia a enfermedades, con vista a mejorar a otras variedades.

## Características

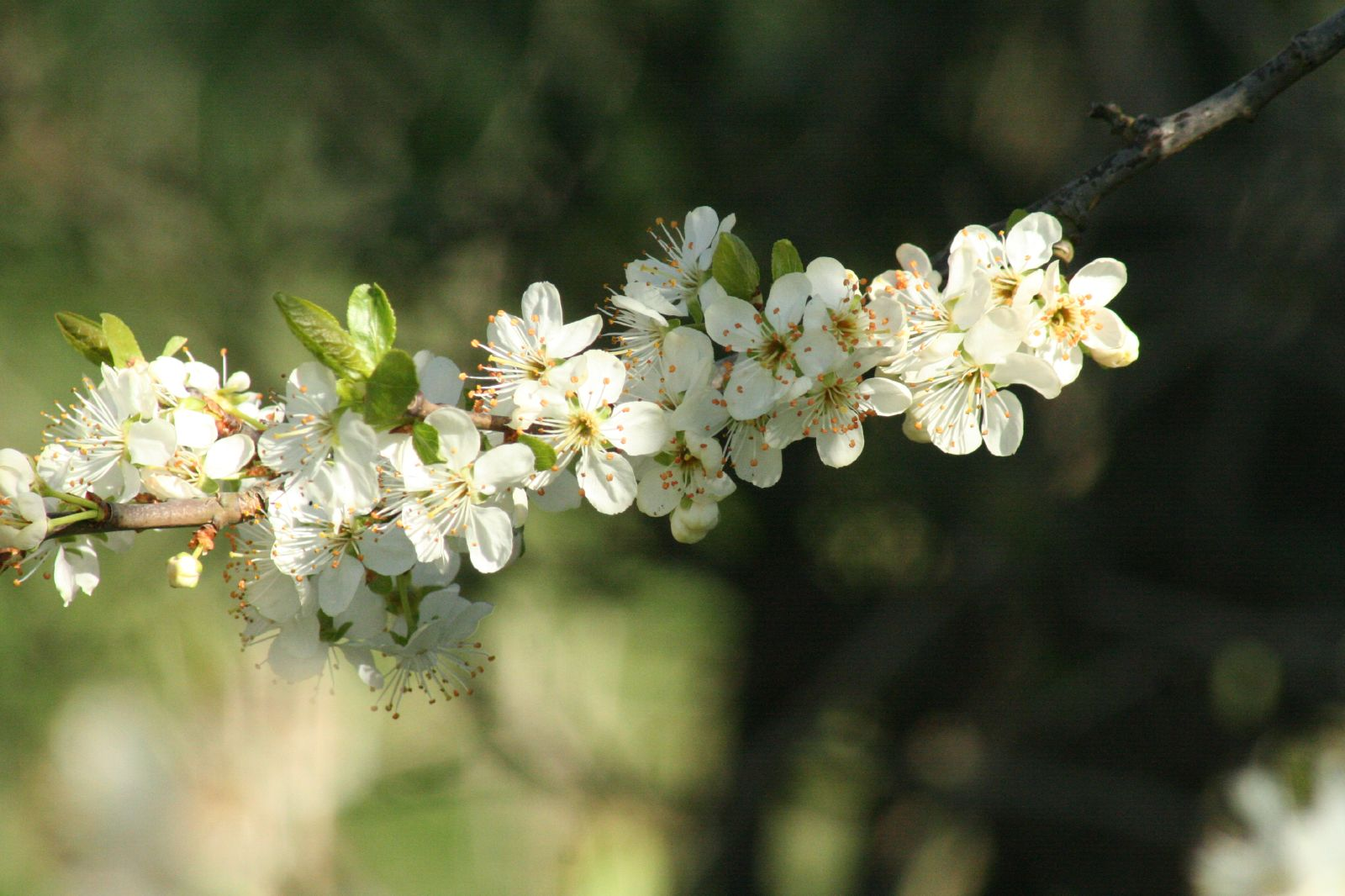
Las flores de 'Prunus domestica subsp. italica'.

'Reina Claudia Transparente' árbol de vigoroso crecimiento, con ramas largas y robustas que forman una copa ancha, redonda y despeinada, que da frutos irregulares y ocasionalmente abundantes. Requiere suelo ligero y una posición soleada. Las mejores frutas vienen cuando hay un comienzo de verano húmedo y un clima cálido y seco en el período de maduración. Si el clima es al revés, gran parte de la cosecha se pierde por culpa de la monilinia (Podredumbre parda). Tiene un tiempo de floración que comienza a partir del 16 de abril con el 10% de floración, para el 20 de abril tiene una floración completa (80%), y para el 29 de abril tiene un 90% de caída de pétalos.
'Reina Claudia Transparente' tiene una talla de tamaño mediano, de forma redondeada aplastada, con un lado ligeramente mayor que otro, y depresión bastante acentuada en los polos, menos marcada en la parte central ventral e inferior dorsal, con la sutura de color indefinido, transparente, superficial y en depresión ligera y más acentuada en el polo pistilar; epidermis tiene una piel fina pero fuerte, traslúcida cuando el fruto está muy maduro, presenta pruina poco abundante, muy fina, blanquecina, color de la piel amarillo verdoso o dorado con chapa en general poco extensa, no uniforme, formada por manchas y salpicaduras más o menos espesas de color rojo carmín o amoratado, con un punteado muy abundante, blanquecino, muy perceptible, sobre todo sobre la chapa, y estrías de color claro y transparente partiendo de la cavidad del pedúnculo; Pedúnculo de longitud media, pubescente, ubicado en una cavidad del pedúnculo amplia, poco profunda, bastante rebajada en la parte ventral, justo hasta el nivel de inserción del pedúnculo, apenas rebajada en el lado opuesto;pulpa de color amarillo crema, transparente, de textura medianamente firme, muy jugosa, con sabor muy dulce, aromático, refrescante, muy bueno.
Hueso medianamente adherente, pequeño, ovoide, anchura máxima por debajo de la línea media, globoso, con la zona ventral muy ancha y lisa, sin cresta, y los surcos laterales anchos, más o menos acusados, el dorsal ancho y profundo, caras laterales de superficie semi-lisa.
Su tiempo de recogida de cosecha se inicia en su maduración a finales de agosto - principios de septiembre.

## Usos
La ciruela 'Reina Claudia Transparente' se comen crudas de fruta fresca en mesa, en macedonias de frutas, pero también en postres, repostería, como acompañamiento de carnes y platos. Se transforma en mermeladas, almíbar de frutas, compotas.

## Cultivo
Autofértil, es una muy buena variedad polinizadora de todos los demás ciruelos de Reina Claudia.

## Enfermedades y plagas
Plagas específicas:
Pulgones, Cochinilla parda, aves Camachuelos, Orugas, Araña roja de árboles frutales, Polillas minadoras de hojas, Pulgón enrollador de hojas de ciruelo.
Enfermedades específicas:
Podredumbre parda de las ciruelas.